# فيين روندت 2019
فيين روندت 2019 (بالدنماركية: Fyen Rundt 2019)‏ هو سباق دراجات هوائية من فئة  سباق يوم واحد، وهو الموسم 109 من فيين روندت ‏، وأقيم في 18 أغسطس 2019 ضمن سباقات طواف أوروبا للدراجات 2019.
فاز بالمركز الأول راسموس كواد، وفاز بالمركز الثاني نيكلاس بيديرسين ‏، وفاز بالمركز الثالث ماتياس سكجلموس جنسن.

## التصنيف العام النهائي
| التصنيف العام         | التصنيف العام            | التصنيف العام                  | التصنيف العام | التصنيف العام |
| العداء                | العداء                   | الفريق                         | الوقت         |               |
| --------------------- | ------------------------ | ------------------------------ | ------------- | ------------- |
| 1                     | راسموس كواد              | فريق ريوال للدراجات ‏           | 4 س 29 د 32 ث |               |
| 2                     | نيكلاس بيديرسين ‏         | بي إتش إس - بل بيتون بورنهولم ‏ | + 35 ث        |               |
| 3                     | ماتياس سكجلموس جنسن      | IBT-Ridley Carl Ras-Sydkysten ‏ | + 36 ث        |               |
| 4                     | إميل فينجبو              | فريق ريوال للدراجات ‏           | + 36 ث        |               |
| 5                     | Daniel Lyhne ‏            | كولوكويك للدراجات ‏             | + 36 ث        |               |
| 6                     | مادس أوسترغارد كريستنسن ‏ | Herning CK Elite ‏              | + 36 ث        |               |
| 7                     | Samuel Caldeira ‏         | W52–FC Porto ‏                  | + 36 ث        |               |
| 8                     | Jon Sæverås Breivold ‏    | Bygdø Idrettslag ‏              | + 37 ث        |               |
| 9                     | Conor Dunne ‏             | Israel Cycling Academy         | + 37 ث        |               |
| 10                    | Emil Toudal ‏             | بي إتش إس - بل بيتون بورنهولم ‏ | + 1 د 51 ث    |               |
|                       |                          |                                |               |               |
| مصدر: ProCyclingStats |                          |                                |               |               |

## وصلات خارجية
- الموقع الرسمي
- لمحة عن سباق فيين روندت 2019 على موقع  ProCyclingStats   (برو  سايكلنج  ستاتس) - إحصاءات  محترفي  الدراجات.
- فيين روندت 2019 على موقع إحصائيات الدراجات الإحترافية (الإنجليزية)